# Vladimir Cosma
Pour les articles homonymes, voir Cosma.
Ne doit pas être confondu avec Joseph Kosma, autre compositeur français d'origine est-européenne.
 (mai 2023).
Si vous disposez d'ouvrages ou d'articles de référence ou si vous connaissez des sites web de qualité traitant du thème abordé ici, merci de compléter l'article en donnant les références utiles à sa vérifiabilité et en les liant à la section « Notes et références ».
Vladimir Cosma est un compositeur, violoniste et chef d'orchestre franco-roumain, né le 13 avril 1940 à Bucarest (Roumanie).
Il a composé la musique originale d'un grand nombre de films du cinéma français, notamment durant les années 1970, 1980 et 1990. Il a notamment écrit les thèmes célèbres de nombreuses comédies, parmi lesquelles Le Grand Blond avec une chaussure noire, Les Aventures de Rabbi Jacob, L'Aile ou la Cuisse, L'As des as ou La Chèvre, mais aussi pour des films plus dramatiques comme Diva, Le Bal ou La Gloire de mon père. Parmi ses musiques les plus connues, figurent des chansons originales comme Destinée (pour Les Sous-doués en vacances), Reality (La Boum), Your Eyes (La Boum 2), You Call It Love (L'Étudiante).
Il a aussi créé de nombreuses bandes originales pour la télévision, notamment pour les séries Châteauvallon, L'Amour en héritage et Les Cœurs brûlés, la série d'animation Les Mondes engloutis ou le téléfilm L'Été 36.
Pour son travail, Vladimir Cosma a été récompensé à plusieurs reprises, remportant notamment deux fois le César de la meilleure musique originale (pour Diva puis pour Le Bal) et deux 7 d'or.

## Biographie

### Enfance et débuts

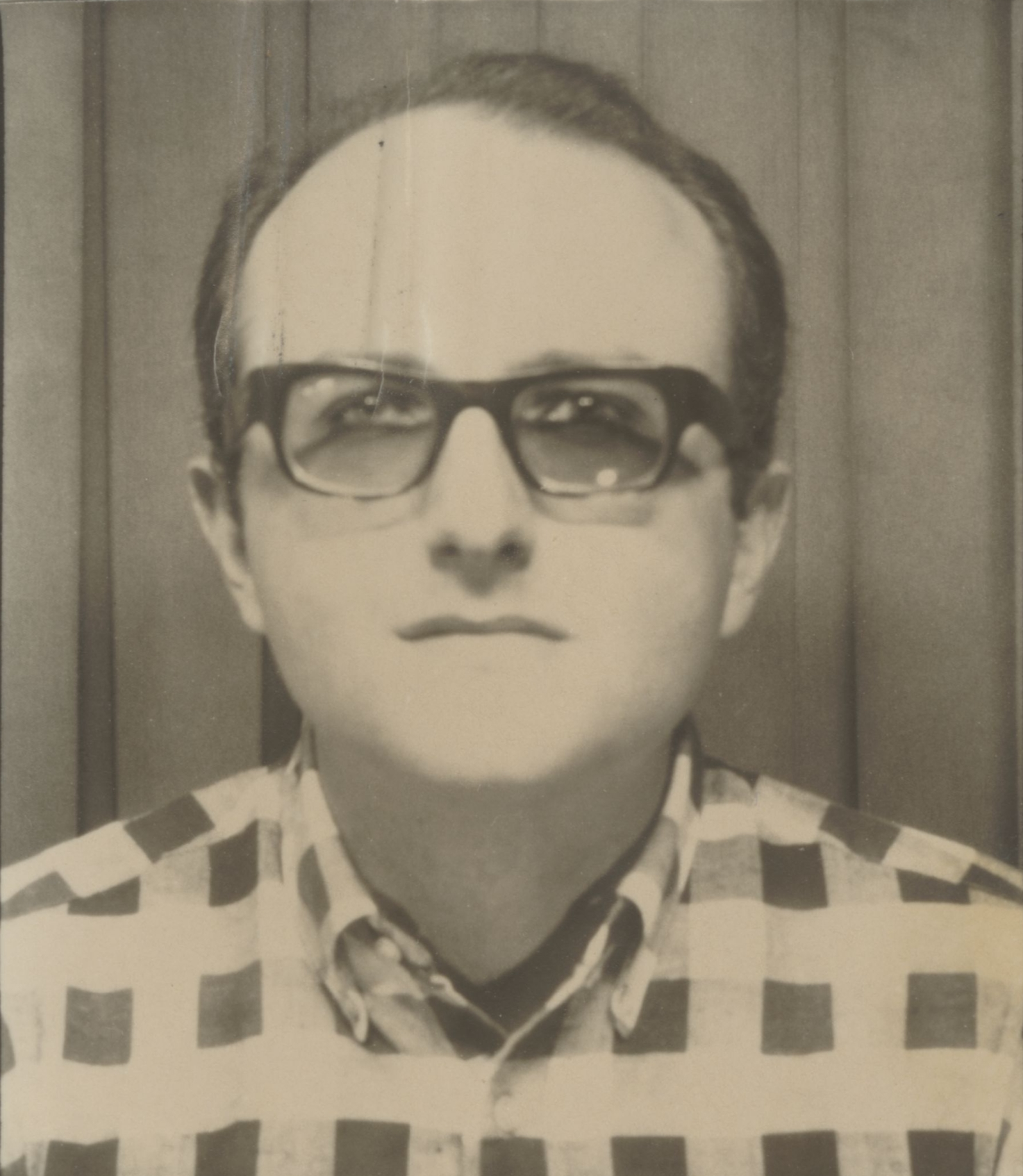
Vladimir Cosma en 1966.

Vladimir Cosma est né à Bucarest dans une famille de musiciens. Son père, Teodor Cosma, est pianiste et chef d'orchestre ; sa mère, Carola Pimper, est musicienne et championne de natation ; son oncle, Edgar Cosma, est compositeur et chef d'orchestre ; une de ses grand-mères est pianiste, élève de Ferruccio Busoni.
Selon lui, son père le prénomme Vladimir par amour pour la culture française symbolisée par l'ambassadeur de France en Roumanie d'alors, Wladimir d'Ormesson, même s'il s'agit d'une erreur puisque l'ambassadeur de France en Roumanie était alors le frère de Wladimir, André d'Ormesson.
Vladimir Cosma étudie le violon et la composition à l'université nationale de musique de Bucarest.
Dès l'âge de huit ans, il se produit en concert avec son père.
Après des premiers prix de violon et de composition obtenus à l'université nationale de Bucarest, il arrive à Paris en 1963 et poursuit ses études au Conservatoire national de Paris, notamment avec Nadia Boulanger. En plus de la musique dite « classique », il se passionne très tôt pour le jazz, la musique de films et toutes formes de musique populaire.
À partir de 1964, il effectue de nombreuses tournées à travers le monde comme violoniste concertiste et se consacre de plus en plus à la composition. Il écrit différentes œuvres dont Trois mouvements d’été pour orchestre symphonique, Oblique pour violoncelle et orchestre à cordes, des musiques de scène et de ballet (Volpone pour la Comédie-Française, Fantômas…).

### Musiques de films
En 1968, Yves Robert lui confie sa première musique de film pour Alexandre le Bienheureux, en remplacement de Michel Legrand, trop occupé. Depuis, Vladimir Cosma a composé plus de trois cents partitions pour des films de longs métrages cinéma et des séries télévisées.
Il collabore notamment avec Yves Robert, Gérard Oury, Francis Veber, Claude Pinoteau, Jean-Jacques Beineix, Claude Zidi, Ettore Scola, Pascal Thomas, Pierre Richard, Yves Boisset, André Cayatte, Jean-Pierre Mocky, Édouard Molinaro et Jean-Marie Poiré.
On lui doit la musique de très nombreux succès du cinéma parmi lesquels : Le Grand Blond avec une chaussure noire, Diva, Les Aventures de Rabbi Jacob, La Boum, le Bal, L'As des as, La Chèvre, Les Compères, Les Fugitifs, Dupont Lajoie, Un éléphant ça trompe énormément, L'Animal, Le père Noël est une ordure, L'Étudiante, La Gloire de mon père, Le Château de ma mère, Les Malheurs d'Alfred, Le Distrait, La moutarde me monte au nez, La Course à l'échalote, Je suis timide mais je me soigne, Le Jouet, Le Coup du parapluie, L'Aile ou la Cuisse, La Zizanie, Banzaï, Inspecteur la Bavure, Les Sous-doués en vacances, La Soif de l'or, Le Dîner de cons…
Vladimir Cosma s'est également illustré dans d’importantes productions télévisuelles françaises et américaines : Michel Strogoff, L'Enlèvement de David Balfour (Kidnapped), Médecins de nuit, L'Amour en héritage (Mistral's Daughter), Châteauvallon, Les Mystères de Paris, Les Cœurs brûlés…

### Autres créations

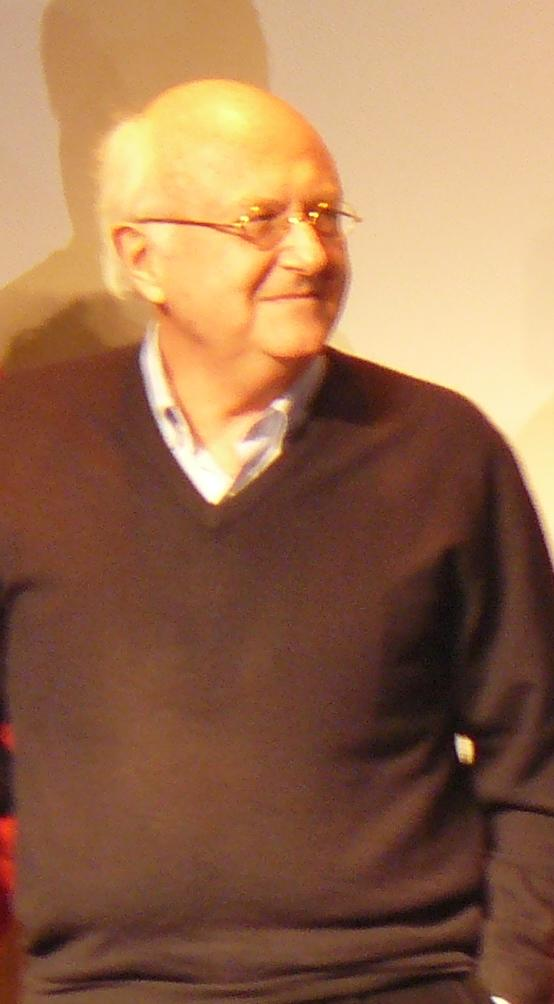
Vladimir Cosma en 2009.

La musique de film lui permet d’aborder et d’approfondir différentes tendances musicales : le jazz (avec des œuvres écrites pour des grands solistes comme Chet Baker, Toots Thielemans, Don Byas, Stéphane Grappelli, Jean-Luc Ponty, Philip Catherine, Tony Coe, Pepper Adams, la chanson (pour Nana Mouskouri, Marie Laforêt, Richard Sanderson, Diane Dufresne, Herbert Léonard, Mireille Mathieu, Nicole Croisille, Lara Fabian, Guy Marchand…), des œuvres d’inspiration folklorique pour Gheorghe Zamfir, Stanciu Simion « Syrinx » (flûte de pan), Liam O'Flynn (uilleann pipes), Romane (guitare), ainsi que de formes classiques (Concerto de Berlin pour violon et orchestre, Concerto pour euphonium et orchestre, Concerto ibérique pour trompette et orchestre, Courts-métrages pour quintette de cuivres…).
En 2006, il dirige, en création mondiale, son œuvre Eh bien ! dansez maintenant, divertissement pour narrateur et orchestre symphonique d’après les Fables de Jean de La Fontaine, lors d’un concert donné au Victoria Hall à Genève, avec l’Orchestre de la Suisse romande et Lambert Wilson comme récitant. C’est à la tête de l’Orchestre national de France qu’il reprend cette œuvre en décembre 2010, en création parisienne au théâtre des Champs-Élysées, avec la participation d’Éric Génovèse, sociétaire de la Comédie-Française.
Vladimir Cosma écrit l’opéra Marius et Fanny, d’après la trilogie marseillaise de Marcel Pagnol dont la création a lieu en septembre 2007 à l’opéra de Marseille, avec Roberto Alagna et Angela Gheorghiu dans les rôles-titres ainsi que Jean-Philippe Lafont dans le rôle de César. Ces représentations ont fait l’objet d’une captation diffusée à la télévision sur les chaînes Arte et France 3.
En 2008, il compose la comédie musicale Les Aventures de Rabbi Jacob, créée au Palais des congrès de Paris, avec Éric Métayer et Marianne James.
Le 6 juin 2009, Vladimir Cosma dirige en création mondiale dans l'église Sainte-Madeleine de Béziers la cantate 1209 pour soprano, récitant, chœurs d’enfants et orchestre qu’il a écrite à l’occasion du huitième centenaire du sac de Béziers, sur un livret de Marc Henric. Elle est interprétée par les Petits Chanteurs de la Trinité, la maîtrise de la cathédrale de Béziers (Pueri Cantores), l'orchestre Baeterra, la soprano Ulrike Van Cotthem et le comédien Dominique Lautré. Cette œuvre fait référence au massacre de milliers d'habitants à Béziers en 1209, lors de la croisade des albigeois.
Parallèlement, il se consacre à la direction d'orchestre et à la réécriture de ses musiques de films dans le but de leur exécution en dehors des salles de cinéma et plus particulièrement pour des concerts symphoniques. Il donne, entre autres, en 2003 un concert à Genève avec l'Orchestre de la Suisse romande, une série de concerts en 2003 avec l’Orchestre national de Lyon, trois concerts en 2005 et deux en 2014 à Paris au Grand Rex et un concert exceptionnel en 2010 avec l'Orchestre national de l'Ile-de-France au théâtre du Châtelet à Paris.
Il se produit également dans de nombreux pays avec de grands orchestres symphoniques et des solistes prestigieux tels que Ivry Gitlis, Vadim Repin, Wilhelmenia Fernandez, Patrice Fontanarosa, Jean-Luc Ponty, Didier Lockwood, Stanciu Simion « Syrinx », Philip Catherine… Un livre d’entretiens avec Vincent Perrot intitulé Vladimir Cosma comme au cinéma est paru en 2009 aux éditions Hors-Collection, ainsi qu'une anthologie phonographique de ses musiques de films regroupant 91 bandes originales intégrales en deux volumes en 2011.

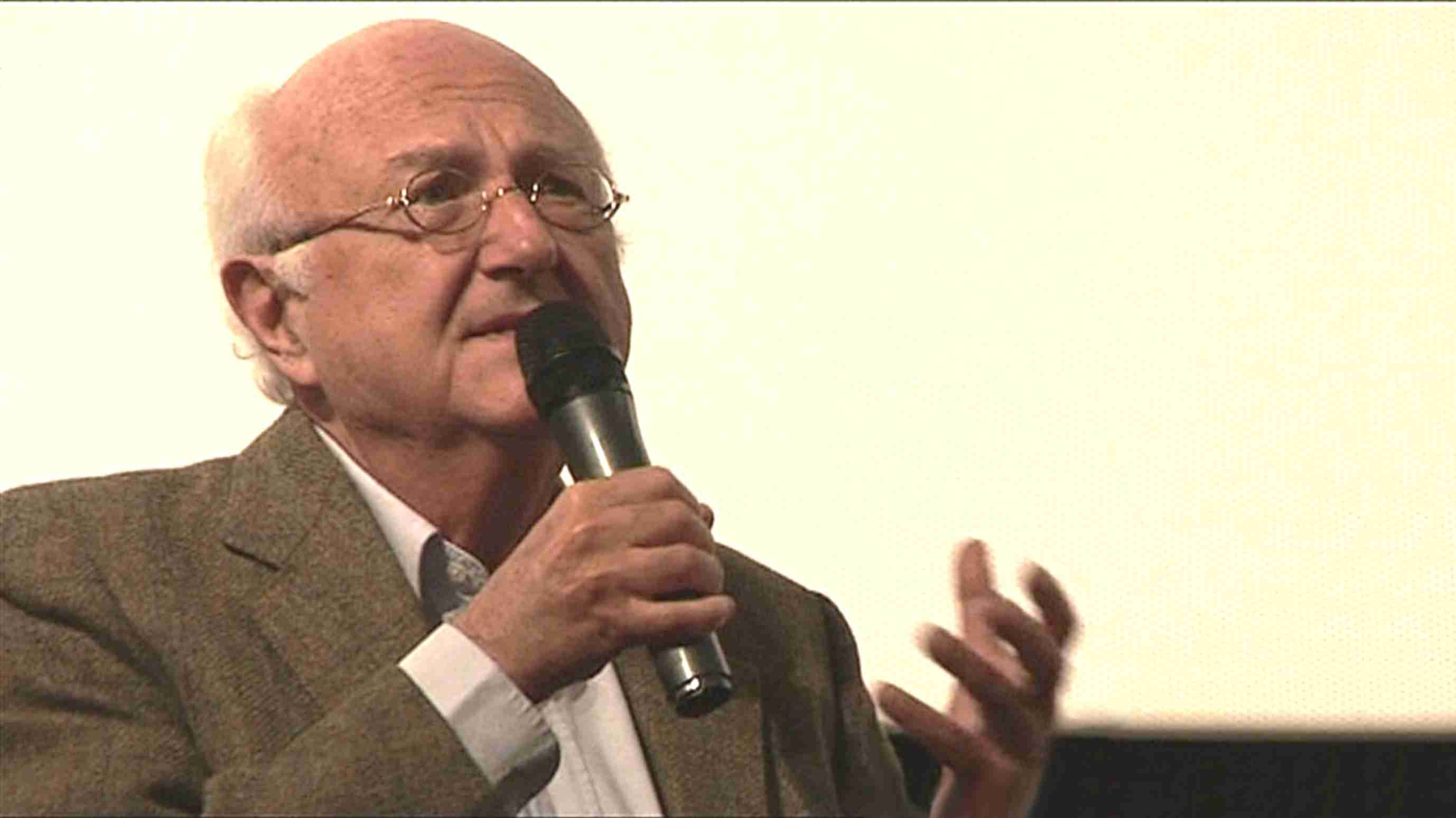
Vladimir Cosma invité d'honneur du Festival du Film de L'Isle-Adam (2013).

Deux soirées lui sont consacrées par France 3 en 2010, qui diffuse son concert au théâtre du Châtelet et un film documentaire intitulé Vladimir Cosma intime. Les 23 et 24 mars 2013, il donne deux concerts au Grand Rex, qui reprennent quelques-unes de ses musiques de films les plus connues, avec la participation de la chanteuse Nolwenn Leroy. Un extrait de 1209 y est également chanté.
Peu après la mort de son père Teodor Cosma, il revient en Roumanie en novembre 2011, près de cinquante ans après l'avoir quittée, à l'occasion de concerts à l'Athénée roumain où il dirige l'Orchestre philharmonique George-Enescu.
Le compositeur se produit à trois reprises du 15 au 17 octobre 2021, une nouvelle fois au Grand Rex.
Fin 2022, il publie ses mémoires, Du rêve à Reality.
En juin 2023, il programme une série de trois concerts au Grand Rex, sa salle parisienne fétiche depuis quelques années.

## Filmographie

### Comme compositeur

#### Cinéma

##### Années 1960
- 1967 : But (court métrage) de Dominique Delouche
- 1968 : Alexandre le Bienheureux d'Yves Robert
- 1968 : Maldonne de Sergio Gobbi
- 1968 : Les Prisonniers de la liberté ou Aserei Hahofesh de Yona Zaretsky
- 1969 : Clérambard d'Yves Robert
- 1969 : Le Miroir de la terre (court métrage) d’Edmond Séchan

##### Années 1970
- 1970 : Le Distrait de Pierre Richard
- 1970 : Teresa de Gérard Vergez
- 1970 : Caïn de nulle part de Daniel Daert
- 1970 : Chaleurs de Daniel Daert
- 1971 : Les Malheurs d'Alfred (ou Après la pluie le beau temps) de Pierre Richard
- 1972 : Le Grand Blond avec une chaussure noire d'Yves Robert
- 1972 : Les Zozos de Pascal Thomas
- 1972 : Les Félines de Daniel Daert
- 1972 : Les Dernières Heures d'une vierge de Tadeus Matuchewsky – sous le pseudonyme de Richard Eldwyn
- 1972 : Le Journal intime d'une nymphomane de Jesús Franco
- 1972 : Neither by Day Nor by Night ou Lo B’Yom V’Lo B’Layla de Steven Hilliard Stern
- 1973 : L'Affaire Crazy Capo de Patrick Jamain
- 1973 : Les Expériences érotiques de Frankenstein (La maldición de Frankenstein) de Jesús Franco
- 1973 : Pleure pas la bouche pleine de Pascal Thomas
- 1973 : La Dernière Bourrée à Paris de Raoul André
- 1973 : Les grands sentiments font les bons gueuletons de Michel Berny
- 1973 : Salut l'artiste d'Yves Robert
- 1973 : La Raison du plus fou de François Reichenbach avec Raymond Devos
- 1973 : Les Aventures de Rabbi Jacob de Gérard Oury
- 1973 : Les Infidèles de Christian Lara – sous le pseudonyme de Richard Eldwyn
- 1973 : Le Dingue de Daniel Daert
- 1973 : La Couture française (court métrage) de Pierre Unia
- 1974 : La Rivale de Sergio Gobbi
- 1974 : Le Chaud Lapin ou le Confident malgré lui de Pascal Thomas
- 1974 : Un couple, parmi tant d'autres... mais si pervers de Daniel Daert
- 1974 : La moutarde me monte au nez de Claude Zidi
- 1974 : La Gueule de l'emploi de Jacques Rouland
- 1974 : Le Retour du Grand Blond d'Yves Robert
- 1974 : La Virée superbe de Gérard Vergez
- 1974 : Les Filles de Malemort ou Le Carnaval de Malemort de Daniel Daert
- 1975 : Dupont Lajoie d'Yves Boisset
- 1975 : La Course à l'échalote de Claude Zidi
- 1975 : Catherine et Compagnie de Michel Boisrond
- 1975 : Le Faux-cul de Roger Hanin – sous le pseudonyme de Richard Eldwyn
- 1975 :  Le Téléphone rose d'Édouard Molinaro
- 1976 : Les Œufs brouillés de Joël Santoni
- 1976 : La Surprise du chef de Pascal Thomas
- 1976 : Le Jouet de Francis Veber
- 1976 : Un éléphant ça trompe énormément d'Yves Robert
- 1976 : Dracula père et fils d’Édouard Molinaro
- 1976 : L'Aile ou la Cuisse de Claude Zidi
- 1976 : À chacun son enfer ou Autopsie d’un monstre d'André Cayatte
- 1976 : Silence... on tourne ! de Roger Coggio – sous le pseudonyme de Jeff Jordan[8]
- 1977 : Le Chien de monsieur Michel (court métrage) de Jean-Jacques Beineix
- 1977 : Nous irons tous au paradis d'Yves Robert
- 1977 : Un oursin dans la poche de Pascal Thomas
- 1977 : L'Animal de Claude Zidi
- 1977 : Vous n'aurez pas l'Alsace et la Lorraine de Coluche et Marc Monnet – sous le pseudonyme de Jeff Jordan[8]
- 1978 : La Zizanie de Claude Zidi
- 1978 : La Raison d'État d'André Cayatte
- 1978 : Je suis timide mais je me soigne de Pierre Richard
- 1978 : Cause toujours... tu m'intéresses ! d'Édouard Molinaro
- 1978 : Confidences pour confidences de Pascal Thomas
- 1978 : Plein les poches pour pas un rond de Daniel Daert – sous le pseudonyme de Miroslav Cadim[9]
- 1979 : La Dérobade de Daniel Duval
- 1979 : Courage fuyons d'Yves Robert
- 1979 : C'est pas moi, c'est lui de Pierre Richard
- 1979 : Ils sont grands, ces petits de Joël Santoni
- 1979 : Duos sur canapé, de Marc Camoletti
- 1979 : C'est mon gigolo (Schöner Gigolo, armer Gigolo) de David Hemmings

##### Années 1980
- 1980 : La Femme enfant ou L’Ombre du loup de Raphaële Billetdoux
- 1980 : Inspecteur la Bavure de Claude Zidi
- 1980 : Diva de Jean-Jacques Beineix – César de la meilleure musique originale
- 1980 : Le Bar du téléphone de Claude Barrois
- 1980 : La Boum de Claude Pinoteau
- 1980 : Celles qu'on n'a pas eues de Pascal Thomas
- 1980 : Le Coup du parapluie de Gérard Oury
- 1980 : Laat de dokter maar schuiven de Nikolai van der Heyde
- 1980 : L’Antichambre (court métrage) de Michel Bienvenu
- 1981 : Les Sous-doués en vacances de Claude Zidi
- 1981 : Une affaire d'hommes de Nicolas Ribowski
- 1981 : Pourquoi pas nous ? de Michel Berny
- 1981 : La Chèvre de Francis Veber
- 1981 : L'Année prochaine... si tout va bien de Jean-Loup Hubert
- 1981 : Les Folies d'Élodie d'André Génovès
- 1982 : Jamais avant le mariage de Daniel Ceccaldi
- 1982 : Le père Noël est une ordure de Jean-Marie Poiré
- 1982 : La Boum 2 de Claude Pinoteau
- 1982 : Tout le monde peut se tromper de Jean Couturier
- 1982 : L'As des as de Gérard Oury
- 1982 : Les P'tites Têtes de Bernard Ménez
- 1983 : Le Bal d'Ettore Scola – César de la meilleure musique originale
- 1983 : Le Prix du danger d'Yves Boisset
- 1983 : Banzaï de Claude Zidi
- 1983 : Les Compères de Francis Veber
- 1983 : P'tit Con de Gérard Lauzier
- 1983 : Retenez-moi... ou je fais un malheur ! de Michel Gérard
- 1984 : La Septième Cible de Claude Pinoteau
- 1984 : Une fille à aimer (Just the Way You Are) d'Édouard Molinaro
- 1984 : Le Jumeau d'Yves Robert
- 1984 : La Tête dans le sac de Gérard Lauzier
- 1985 : Les Rois du gag de Claude Zidi
- 1985 : Astérix et la Surprise de César de Gaëtan et Paul Brizzi
- 1985 : Le Gaffeur de Serge Pénard
- 1985 : Drôle de samedi de Tunç Okan
- 1985 : La Galette du roi de Jean-Michel Ribes
- 1986 : L'Étincelle de Michel Lang
- 1986 : Mort un dimanche de pluie de Joël Santoni
- 1986 : Les Fugitifs de Francis Veber
- 1986 : Astérix chez les Bretons de Pino Van Lamsweerde
- 1986 : Lévy et Goliath de Gérard Oury
- 1987 : Le Moustachu de Dominique Chaussois
- 1987 : Cœurs croisés de Stéphanie de Mareuil
- 1987 : Promis…juré ! de Jacques Monnet
- 1987 : La Petite Allumeuse de Danièle Dubroux
- 1987 : Nitwits de Nikolai van der Heyde
- 1988 : L'Étudiante de Claude Pinoteau
- 1988 : Corps z'à corps d'André Halimi
- 1988 : La Vouivre de Georges Wilson
- 1989 : Il gèle en enfer de Jean-Pierre Mocky

##### Années 1990
- 1990 : La Gloire de mon père d'Yves Robert
- 1990 : Le Château de ma mère d'Yves Robert
- 1990 : La Pagaille de Pascal Thomas
- 1991 : La Neige et le Feu de Claude Pinoteau
- 1991 : La Totale ! de Claude Zidi
- 1991 : La Montre, la Croix et la Manière (The Favour, the Watch and the Very Big Fish) de Ben Lewin
- 1992 : Ville à vendre de Jean-Pierre Mocky
- 1992 : Coup de jeune de Xavier Gélin
- 1992 : Le Souper d'Édouard Molinaro
- 1992 : Le Bal des casse-pieds d'Yves Robert
- 1993 : Cuisine et Dépendances de Philippe Muyl
- 1993 : Le Mari de Léon de Jean-Pierre Mocky
- 1993 : La Soif de l'or de Gérard Oury
- 1993 : Mercedes mon amour de Bay Okan
- 1994 : Montparnasse-Pondichéry d'Yves Robert
- 1994 : Bonsoir de Jean-Pierre Mocky
- 1994 : Cache cash de Claude Pinoteau
- 1994 : L'Affaire de Sergio Gobbi
- 1995 : Les Sables mouvants de Paul Carpita
- 1996 : Le Jaguar de Francis Veber
- 1996 : Le Plus Beau Métier du monde de Gérard Lauzier
- 1996 : Les Palmes de monsieur Schutz de Claude Pinoteau
- 1997 : Soleil de Roger Hanin
- 1998 : Le Dîner de cons de Francis Veber
- 1999 : Le Schpountz de Gérard Oury
- 1999 : Le Fils du Français de Gérard Lauzier

##### Années 2000
- 2000 : La Vache et le Président de Philippe Muyl
- 2001 : Le Placard de Francis Veber
- 2002 : Marche et rêve ! Les Homards de l'utopie de Paul Carpita
- 2002 : Au loin... l'horizon d'Olivier Vidal
- 2003 : Le Furet de Jean-Pierre Mocky
- 2004 : Albert est méchant d'Hervé Palud
- 2004 : Touristes ? Oh yes ! de Jean-Pierre Mocky
- 2005 : Grabuge ! de Jean-Pierre Mocky
- 2005 : Les Ballets écarlates de Jean-Pierre Mocky
- 2005 : Le Bénévole de Jean-Pierre Mocky
- 2006 : Le Temps des porte-plumes de Daniel Duval
- 2006 : Le Deal de Jean-Pierre Mocky
- 2007 : 13 French Street de Jean-Pierre Mocky
- 2009 : Climax (court métrage) de Frédéric Sojcher

##### Années 2010
- 2010 : Le Portrait (court métrage) d'Olivier Vidal et Sébastien Maggiani
- 2011 : Les Insomniaques de Jean-Pierre Mocky
- 2011 : Crédit pour tous de Jean-Pierre Mocky
- 2011 : Le Dossier Toroto de Jean-Pierre Mocky
- 2011 : HH, Hitler à Hollywood de Frédéric Sojcher
- 2012 : En Attendant Longwood (court métrage) de Thomas Griffet
- 2012 : Le Mentor de Jean-Pierre Mocky
- 2012 : À votre bon cœur, mesdames de Jean-Pierre Mocky
- 2013 : Dors mon lapin de Jean-Pierre Mocky
- 2013 : Le Renard jaune de Jean-Pierre Mocky
- 2014 : Le Mystère des jonquilles de Jean-Pierre Mocky
- 2014 : Calomnies de Jean-Pierre Mocky
- 2015 : Tu es si jolie ce soir de Jean-Pierre Mocky
- 2015 : Les Compagnons de la pomponette de Jean-Pierre Mocky
- 2015 : Monsieur Cauchemar de Jean-Pierre Mocky
- 2015 : Je veux être actrice de Frédéric Sojcher
- 2016 : Le Cabanon rose de Jean-Pierre Mocky
- 2017 : Vénéneuses de Jean-Pierre Mocky
- 2017 : Un profil pour deux de Stéphane Robelin
- 2017 : Votez pour moi de Jean-Pierre Mocky
- 2017 : Octav de Serge Ioan Celebidachi
- 2018 : Comme des garçons de Julien Hallard

##### Années 2020
- 2022 : Les affaires sont les affaires de Christian Chauvaud
- 2023 : Le Cours de la vie de Frédéric Sojcher

### Télévision

#### Téléfilms
- 1972 : Coup de sang d'Abder Isker
- 1973 : La Main enchantée de Michel Subiela
- 1973 : Enquête posthume sur un vaisseau fantôme de Michel Subiela
- 1975 : Hugues-le-Loup de Michel Subiela
- 1976 : Le Collectionneur de cerveaux ou Les Robots pensants de Michel Subiela
- 1976 : L'Assassinat de Concino Concini de Gérard Vergez et Jean Chatenet
- 1976 : Les Mystères de Loudun de Gérard Vergez
- 1977 : La Mer promise de Jacques Ertaud
- 1977 : Les Confessions d’un enfant de cœur de Jean L'Hôte
- 1977 : Vaincre à Olympie de Michel Subiela
- 1977 : Où vont les poissons rouges ? d'André Michel
- 1977 : L'Affaire des poisons de Gérard Vergez
- 1977 : Les Jeunes Filles (2 parties) de Lazare Iglesis
- 1977 : Le Loup blanc (3 parties) de Jean-Pierre Decourt
- 1978 : L'Enlèvement du Régent ou Le Chevalier d’Harmental de Gérard Vergez
- 1978 : L'Équipage d'André Michel
- 1979 : La Servante de Lazare Iglesis
- 1979 : La Belle vie de Lazare Iglesis
- 1979 : La Fabrique, un conte de Noël de Pascal Thomas
- 1979 : Le Baiser au lépreux d'André Michel
- 1980 : Les Maîtres sonneurs de Lazare Iglesis
- 1981 : La Grande Pitié du comte de Gruyère de Lazare Iglesis
- 1981 : La Vie des autres ou l’Ascension de Catherine Sarrazin de Jean-Pierre Prévost
- 1981 : Pollufission 2000 de Jean-Pierre Prévost
- 1982 : Un adolescent d'autrefois d'André Michel
- 1983 : La Jeune Femme en vert de Lazare Iglesis
- 1986 : L'Été 36 (2 parties) d'Yves Robert
- 1986 : Claire de Lazare Iglesis
- 1988 : Julien Fontanes, magistrat, épisode « La Bête noire »  de Michel Berny
- 1989 : L'Été de la révolution de Lazare Iglesis
- 1989 : Les Sœurs du Nord ou SOS Disparus de Joël Santoni
- 1990 : Le Complot du renard (Night of the Fox) de Charles Jarrott
- 1990 : Le Déjeuner de Sousceyrac de Lazare Iglesis
- 1992 : La Femme abandonnée d'Édouard Molinaro
- 1993 : Le Bœuf clandestin de Lazare Iglesis
- 1996 : Faisons un rêve de Jean-Michel Ribes
- 1996 : Le Cheval de cœur de Charlotte Brändström
- 1996 : Berjac : Coup de maître de Jean-Michel Ribes
- 1996 : Berjac : Coup de théâtre de Jean-Michel Ribes
- 1997 : Drôle de père de Charlotte Brändström
- 1998 : La Femme du boulanger de Nicolas Ribowski
- 1999 : La Fiction des Guignols de Bruno Le Jean
- 1999 : Voleur de cœur de Patrick Jamain
- 2009 : Colère de Jean-Pierre Mocky
- 2015 : Le Chapeau de Mitterrand de Robin Davis

#### Séries télévisées

##### Années 1960-1970
- 1969 : Les Aventures de Tom Sawyer (de) de Wolfgang Liebeneiner
- 1971 : Tang d'André Michel
- 1975 : Michel Strogoff de Jean-Pierre Decourt
- 1975 : Les Grands Détectives de Jacques Nahum, Jean-Pierre Decourt, Jean Herman, Alexandre Astruc, etc.
- 1976 : Adios d'André Michel
- 1977 : Richelieu ou le Cardinal de velours de Jean-Pierre Decourt
- 1978 : Madame le juge, épisode Le Dossier Françoise Muller d’Édouard Molinaro
- 1978 : Madame le juge de Claude Chabrol, épisode 2 + 2 = 4 (générique uniquement)
- 1978 : Les Grandes Conjurations, épisode Le Connétable de Bourbon de Jean-Pierre Decourt
- 1978 : Histoires insolites, épisode La Stratégie du serpent d'Yves Boisset
- 1978 : Sam et Sally de Nicolas Ribowski, Jean Girault, Robert Pouret - 1re série
- 1978-1986 : Médecins de nuit de Nicolas Ribowski, Philippe Lefebvre, Bruno Gantillon, Jean-Pierre Prévost, Emmanuel Fonlladosa, Peter Kassovitz, Pierre Lary
- 1979 : Histoires de voyous, épisode Les Marloupins de Michel Berny
- 1979 : Histoires de voyous, épisode La Belle affaire de Pierre Arago
- 1979 : Les Aventures de David Balfour (de) de Jean-Pierre Decourt

##### Années 1980
- 1980 : Sam et Sally  de Joël Santoni - 2e série
- 1980 : Petit déjeuner compris de Michel Berny
- 1980 : Les Mystères de Paris d'André Michel
- 1980 : Les Roses de Dublin de Lazare Iglesis
- 1981 : La Double Vie de Théophraste Longuet de Yannick Andréi
- 1982 : L'Adieu aux as de Jean-Pierre Decourt
- 1982 : Les Dames à la licorne de Lazare Iglesis
- 1982 : La Veuve rouge d'Édouard Molinaro
- 1983 : La Chambre des dames de Yannick Andréi
- 1984 : Billet doux de Michel Berny
- 1984 : L'Homme de Suez de Christian-Jaque
- 1984 : L'Amour en héritage de Douglas Hickox et Kevin Connor
- 1984 : La Bavure de Nicolas Ribowski
- 1984 : Hello, Einstein  de Lazare Iglesis
- 1984 : Châteauvallon de Paul Planchon et Serge Friedman
- 1986 : Le Tiroir secret de Michel Boisrond, Édouard Molinaro, Nadine Trintignant, Roger Gillioz
- 1986 : Vive la comédie de Jacques Fabbri, Jean-Luc Moreau, Paul Planchon, Jean-Pierre Bisson
- 1986 : Tour de France de Philippe Monnier
- 1987 : L'Or noir de Lornac de Tony Flaadt
- 1988 : Les Pique-assiette de Dominique Giuliani, Gilles Amado et Jean-Luc Moreau
- 1988 : M'as-tu vu ? de Jean-Michel Ribes et Éric Le Hung
- 1989 : Les Grandes Familles d'Édouard Molinaro
- 1989 : Le Secret de Château Valmont (Till We Meet Again) de Charles Jarrott
- 1989 : Le Retour d'Arsène Lupin de Michel Wyn, Jacques Besnard, Philippe Condroyer, Michel Boisrond
- 1989 : Mésaventures d’Élise Durupt
- 1989 : Intrigues de Maurice Dugowson

##### Années 1990
- 1990 : La Belle Anglaise de Jacques Besnard
- 1990 : Édouard et ses filles de Michel Lang
- 1990 : Le Gorille, épisode Le Pavé du Gorille de Roger Hanin
- 1990 : Les Années infernales (The Nighmare Years) d'Anthony Page
- 1990 : Passions
- 1990 : Côté cœur
- 1991 : Myster Mocky présente  de Jean-Pierre Mocky :
  1.  La Méthode Barnol
  2. La Vérité qui tue
  3. Dis-moi qui tu hais
- 1992 : Les Cœurs brûlés de Jean Sagols
- 1993 : Trois jours pour gagner de Michel Berny et Alain Nahum
- 1994 : Les Yeux d'Hélène de Jean Sagols
- 1994 : Les Racines du cœur (Dazzle) de Richard Colla
- 1995 : Les Nouveaux Exploits d'Arsène Lupin d'Alain Nahum et Nicolas Ribowski
- 1997 : Maître Da Costa, épisode Le Doigt de Dieu de Bob Swaim
- 1999 : Le Monde à l'envers de Charlotte Brändström

##### Années 2000
- 2000 : La Trilogie marseillaise : Marius, Fanny, César de Nicolas Ribowski
- 2001 : Le Monde à l’envers, épisode Le Secret d'Alice de Michaël Perrotta
- 2002 : Clémy de Nicolas Ribowski
- 2002 : Action Justice, épisode Une mère indigne d'Alain Schwartzstein
- 2003 : Action Justice, épisode Un mauvais médecin de Jean-Pierre Igoux
- 2003 : Action Justice, épisode Déclaré coupable d'Alain Nahum
- 2004 : Le Président Ferrare d'Alain Nahum
- 2007 : Myster Mocky présente de Jean-Pierre Mocky : 
  1. Le Diable en embuscade
  2. Le Farceur
  3. Un éléphant dans un magasin de porcelaine
  4. Service rendu
  5. La Clinique opale
  6. Cellule insonorisée
- 2008 : Myster Mocky présente de Jean-Pierre Mocky :
  1. Témoins de choix
  2. Le Jour de l’exécution
  3. Dans le lac
  4. Morts sur commande
  5. Chantage à domicile
  6. L’Énergumène
- 2009 : Myster Mocky présente de Jean-Pierre Mocky :
  1. Le Voisin de cellule
  2. De quoi mourir de rire
  3. Sauvetage
  4. Un risque à courir
  5. Une si gentille serveuse
  6. Haine mortelle

##### Années 2010
- 2010 : Myster Mocky présente de Jean-Pierre Mocky :
  1. L’Aide
  2. La Cadillac
  3. Martha in Memoriam
  4. Meurtre entre amies
  5. Ultime bobine
  6. La Voix de la conscience

#### Séries animées
- 1970 : Oum le dauphin blanc de René Borg – arrangements et direction d'orchestre (musique de Michel Legrand)
- 1983 : Biniky le dragon rose – chanson du générique
- 1985 : Les Mondes engloutis de Michel Gauthier
- 1987 : Rahan, fils des âges farouches d'Alain Sion

#### Divers
- 1973 : indicatif de l'émission Les routiers sont sympas de Max Meynier sur RTL
- 1975 : TF1 – indicatif de la chaîne et du journal télévisé, habillage de Catherine Chaillet
- 1975 : Cinéma du dimanche soir sur TF1 - indicatif
- 1984 : composition de la chanson Autant d'amoureux que d'étoiles représentant la France au 29e Concours Eurovision de la chanson, interprétée par Annick Thoumazeau sur un texte de Charles Level
- 2000–2003 : Élection de Miss France sur TF1 – musiques originales, ballets et chansons (dont une reprise de Reality par Richard Sanderson en 2000)

### Comme arrangeur
- 1965 : Tendre Voyou de Jean Becker – arrangements et direction d'orchestre (musique de Michel Legrand)
- 1965 : Moi et les hommes de quarante ans de Jack Pinoteau – arrangements et direction d'orchestre (musique de Claude Bolling)
- 1965 : Monnaie de singe d'Yves Robert – arrangements et direction d'orchestre (musique de Michel Legrand)
- 1966 : Le Plus Vieux Métier du monde, film à sketches de Jean-Luc Godard, Claude Autant-Lara, Philippe de Broca... – musique de Michel Legrand et Vladimir Cosma
- 1966 : Les Demoiselles de Rochefort de Jacques Demy – arrangements et direction d'orchestre (musique de Michel Legrand), non crédité[10]
- 1967 : Du mou dans la gâchette de Louis Grospierre – arrangements
- 1967 : L'Homme à la Buick de Gilles Grangier – arrangements
- 1968 : Sayarim de Micha Shagrir, Musique d'Alexander Argov – arrangements et direction d'orchestre
- 1968 : Pour un amour lointain d’Edmond Séchan – arrangements et direction d'orchestre
- 1969 : Appelez-moi Mathilde de Pierre Mondy – arrangements et direction d'orchestre (musique de Michel Legrand)
- 1974 : Un nuage entre les dents de Marco Pico – arrangements et direction d'orchestre (musique d'Olivier Lartigue)

### Comme acteur
- 1977 : Nous irons tous au paradis d'Yves Robert : le violoniste de la soirée dansante chez la mère de Simon lors de sa pendaison de crémaillère (caméo)
- 1980 : La Boum de Claude Pinoteau : compositeur dans le Studio d'enregistrement (caméo)
- 1981 : Diva de Jean-Jacques Beineix : le chef d'orchestre (caméo)
- 1982 : Les Sous-doués en vacances de Claude Zidi : un membre du Studio d'enregistrement (caméo)
- 1982 : La Boum 2 de Claude Pinoteau : compositeur dans le Studio d'enregistrement (caméo)
- 1988 : L'Étudiante de Claude Pinoteau : le chef d'orchestre (caméo)
- 2015 : Je veux être actrice de Frédéric Sojcher : lui-même

## Œuvres scéniques
- Fantômas, opéra de chambre d’après l’œuvre de Robert Desnos, mise en scène d'Ève Griliquez, créée à la Maison de la culture d'Amiens en 1970
- Volpone de Ben Jonson, musique de scène et ballets de Volpone, mise en scène de Gérard Vergez, créé par la Comédie-Française au théâtre de l'Odéon en 1971
- Alcazar de Paris, musique et chansons de la revue de Frantz Salieri pour le cabaret l'Alcazar (1986)
- Marius et Fanny, opéra en deux actes d’après l’œuvre de Marcel Pagnol (2007)
- Les Aventures de Rabbi Jacob, comédie musicale de Danièle Thompson et Gérald Sibleyras, mise en scène de Patrick Timsit, créée au Palais des congrès de Paris en 2008

## Œuvres symphoniques basées sur des musiques de films
- L’As des as, ouverture (2001 - 2002)
- La Boum, suite d'orchestre (1991)
- La Gloire de mon père / Le Château de ma mère, suite d'orchestre (1991- 2006) : Habanera, Les Vacances, Isabelle, Le Parc Borelli, Massalia Rag, Valse d’Augustine
- Le Grand Blond avec une chaussure noire, danse roumaine (1991)
- Michel Strogoff, suite d'orchestre (1995) - Thème de Nadia, Danse Tartare
- Les Aventures de Rabbi Jacob, danses hassidiques (1996)
- Le Bal, pour trompette et orchestre (1994)
- La Course à l’échalote, suite d'orchestre (1995)
- La Dérobade (Solitude) (1995)
- Le Jaguar (thème de l’Aventure)  (1999)
- Les Aventures de David Balfour (La Légende de David) (2006)
- Le Placard (2001)
- La Chèvre (La Cabra) pour Quena ou naï et orchestre (2002)
- Les Compères (1991)
- Les Fugitifs, suite d'orchestre (1991)
- La Boum 2, suite d'orchestre (1998)
- Diva (Promenade sentimentale), version orchestrale (2002)
- Un éléphant, ça trompe énormément (Hello Marilyn)  (1991)
- L'Été 36, suite d'orchestre (1995)
- L'Amour en héritage, version orchestrale (1996)
- Châteauvallon, version orchestrale (1999)
- Les Cœurs brûlés, version orchestrale (1996)
- Le Bal des casse-pieds pour solistes de jazz et orchestre (1999)
- Le Bal des casse-pieds, version orchestrale (1999)
- Salut l’artiste (Yves et Danièle) pour solistes de jazz et orchestre (1999)
- L'Aile ou la Cuisse (Concerto gastronomique) pour solistes de jazz et orchestre (2003)
- Le Père Noël au Paradis, suite basée sur les musiques des films : Le père Noël est une ordure, Nous irons tous au Paradis, pour solistes de jazz et orchestre (1996 - 1999)
- Le Dîner de cons, pour solistes de jazz et orchestre (2002)

## Musique concertante
- Oblique, pour violoncelle et orchestre à cordes (1969)
- Concerto pour euphonium et orchestre (commande du festival et concours international de Tuba de Guebwiller, 1997)
- Concerto ibérique, pour trompette et orchestre (création lors du concours international de cuivres de la ville de Narbonne, 1998)
- Concerto de Berlin, pour violon et orchestre - version du film La Septième Cible (1984) – env. 9 min ; version intégrale (2001) – env. 29 min

### Œuvres pour orchestre d’harmonie
- Le Grand Blond avec une chaussure noire : Danse roumaine (1972)
- Le retour du grand blond : Sibra (1974)
- Concerto pour euphonium et orchestre d’harmonie (commande du Festival et Concours international de Tuba de Guebwiller, 1997)
- Concerto ibérique, pour trompette et orchestre d’harmonie (création lors du Concours international de cuivres de la ville de Narbonne, 1998)
- La Boum - suite pour orchestre d’harmonie (2010)
- La Gloire de mon père / Le Château de ma Mère, suite pour orchestre d’harmonie (2009) - Habanera, Les Vacances, Isabelle, Valse d’Augustine
- Michel Strogoff, suite pour orchestre d’harmonie (2008) - Thème de Nadia, Danse tartare
- Les Aventures de Rabbi Jacob : Danses hassidiques (2007)
- L’Aile ou la Cuisse : Concerto gastronomique (2007)
- Nous irons tous au Paradis : Les Saxs Brothers pour quintette de saxophones, piano, contrebasse et batterie (2008)
- Le retour du grand blond : Sibra (1974)

### Musique de chambre
- Courts-métrages pour quintette de cuivres (commande du Festival et Concours international de Narbonne, 1996)
- Concerto pour euphonium et orchestre, réduction pour euphonium et piano (1997)
- Concerto ibérique, réduction pour trompette et piano (1998)
- Concerto de Berlin, réduction pour violon et piano 
 version du film La Septième Cible (1984) – env. 9 min
 version intégrale – env. 29 min (2002)
- Eh bien ! Dansez maintenant – divertissement d’après les Fables de La Fontaine – partition pour récitant et piano (2006)
- Marius et Fanny, réduction pour piano et chant (2007)
- Cantate 1209, réduction pour piano, récitant, soprano, chœurs d’enfants (2009)

### Musique vocale

#### Avec orchestre
- Eh bien ! dansez maintenant, divertissement d’après les Fables de La Fontaine pour récitant et orchestre symphonique (2006)
- Cantate 1209, pour récitant, soprano, chœurs d’enfants et orchestre (2009)
- Reality du film La Boum, pour voix de ténor et orchestre (2001)
- L’Amour en héritage (Only Love), pour soprano et orchestre (1996)
- Your Eyes du film La Boum 2, pour soprano et orchestre (1998)
- Les Cœurs brûlés, pour soprano et orchestre (1996)
- Divine du film Diva pour soprano et orchestre (1996)
- Air de la Wally du film Diva (Alfredo Catalani, argt. V. Cosma), pour soprano et orchestre (1980)
- You Call It Love du film L'Étudiante pour soprano et orchestre (2002)
- Eternity du film La Vouivre pour soprano et orchestre (2002)

## Chansons (sélection)
- Reality, du film La Boum, interprétée par Richard Sanderson (1980)
- L’Amour en héritage (Only Love), interprétée par Nana Mouskouri (1984)
- Destinée, des films Les Sous-doués en vacances et Le Père Noël est une ordure, interprétée par Guy Marchand (1982)
- Puissance et Gloire, de la série Châteauvallon, interprétée par Herbert Léonard (1985)
- Your Eyes, du film La Boum 2, interprétée par Cook da Books (1982)
- Le Ciel, La Terre et l’Eau, du film Alexandre le Bienheureux, interprétée par Isabelle Aubret (1968)
- Un souvenir heureux de la série Le Tiroir secret, interprétée par Diane Dufresne (1986)
- You Call It Love, du film L'Étudiante, interprétée par Karoline Krüger (1988)
- My Life, de la série Till We Meet Again, interprétée par Mireille Mathieu (1989)
- Je n’ai pas dit mon dernier mot d’amour, du film La Dérobade, interprétée par Nicole Croisille (1979)
- L’Année prochaine si tout va bien, interprétée par Sofie Kremen (1981)
- Ballade de Clérambard, du film Clérambard, interprétée par Marie Laforêt (1969)
- Pour l'amour, de la série La Chambre des dames, interprétée par Annick Thoumazeau (1983)
- Les Cœurs brûlés, interprétée par Nicole Croisille (1992)
- Laisse-moi rêver, du film La Neige et le Feu, interprétée par Lara Fabian (1991)
- Les Mondes engloutis, interprétée par les Mini-stars (1985)
- Maybe You’re Wrong, du film La Boum 2, interprétée par Freddie Meyer (1982)
- Go on for Ever, du film La Boum, interprétée par Richard Sanderson et Chantal Curtis (1980)
- Get It Together, du film Inspecteur la Bavure, interprétée par Chantal Curtis (1980)
- David's Song (1987)

## Distinctions

### Récompenses et certifications
Vladimir Cosma a reçu deux fois le César de la meilleure musique originale (sur un total de six nominations) pour Diva (1982) et Le Bal (1984), ainsi que deux 7 d'or.
Il a également obtenu de nombreux disques d'or et de platine à travers le monde (France, Allemagne, Japon, Angleterre, Suisse, Belgique, Italie, Hollande, Scandinavie…).
- 1981 :
  - Disques d'or et de platine pour les bandes originales de Diva et La Boum.
  - César de la meilleure musique originale pour Diva.
- 1982 :
  - Prix de la musique du film au festival de Moscou pour Diva.
  - Disques d'or et de platine pour la bande originale de La Boum 2.
- 1983 : Grand Prix du disque (Sacem) pour l’ensemble de son œuvre à Cannes.
- 1984 : César de la meilleure musique de film pour Le Bal.
- 1985 : Disques d’or et de platine pour les bandes originales de L’Amour en Héritage, Les Mondes engloutis et Châteauvallon.
- 1986 : 7 d'or de la meilleure musique pour la télévision pour le téléfilm en deux parties : L'Été 36.
- 1988 : Disque d’or pour la bande originale de L’Étudiante.
- 1990 : Grand prix Sacem de l’« Œuvre musicale audiovisuelle ».
- 1991 : 7 d'or de la meilleure musique pour la télévision.
- 2001 : Philip Award au festival de Varsovie (« Greatest Creation accomplishment in European film music »).
- 2003 : Grand Prix Sacem de la musique de film.
- 2005 : Lumière d'honneur – Festival La Ciotat - Berceau du cinéma.
- 2008 : Trophée « Phenix Award » saluant l’ensemble de sa carrière (Festival du film à Spa en Belgique.)
- 2010 : Prix Henri-Langlois de la Cinémathèque française 2010.
- 2011 : Président du jury du 4e Festival international du film de Dieppe.
- 2023 : Rimbaud d'honneur de la 5ème édition du Festival Les Rimbaud du Cinéma

### Décorations
- Officier de la Légion d'honneur[11] 2023, Chevalier du 14 juillet 2004[12].
- Commandeur de l'ordre des Arts et des Lettres, 1986[réf. nécessaire].
- Grand officier de l'ordre du Mérite culturel (ro), du 8 janvier 2004[13].
- Docteur honoris causa de l'université nationale de musique de Bucarest en novembre 2011[7],[14].

### Lieux
- Maison de la musique Vladimir-Cosma, à La Motte-Servolex (Savoie), 2012[15].

### Autres honneurs
- Médaille d’honneur de la ville de Beauvais, en 1995.
- Médaille d’honneur du Conseil général de l’Yonne, en 2000.
- Médaille d'honneur de la ville et parrain de l’école municipale de musique de Vandœuvre-lès-Nancy, en 2006.
- Hommage et médaille d'honneur de la ville de Cabourg, en 2007.
- Hommage et médaille d’honneur de la ville de Béziers, en 2009.
- Médaille d'honneur de la ville de La Motte-Servolex, en 2012.
- Membre honoraire de la Confrérie royale des quarteniers de la flamiche de Dinant, en 2018[16].

## Publications
Partitions

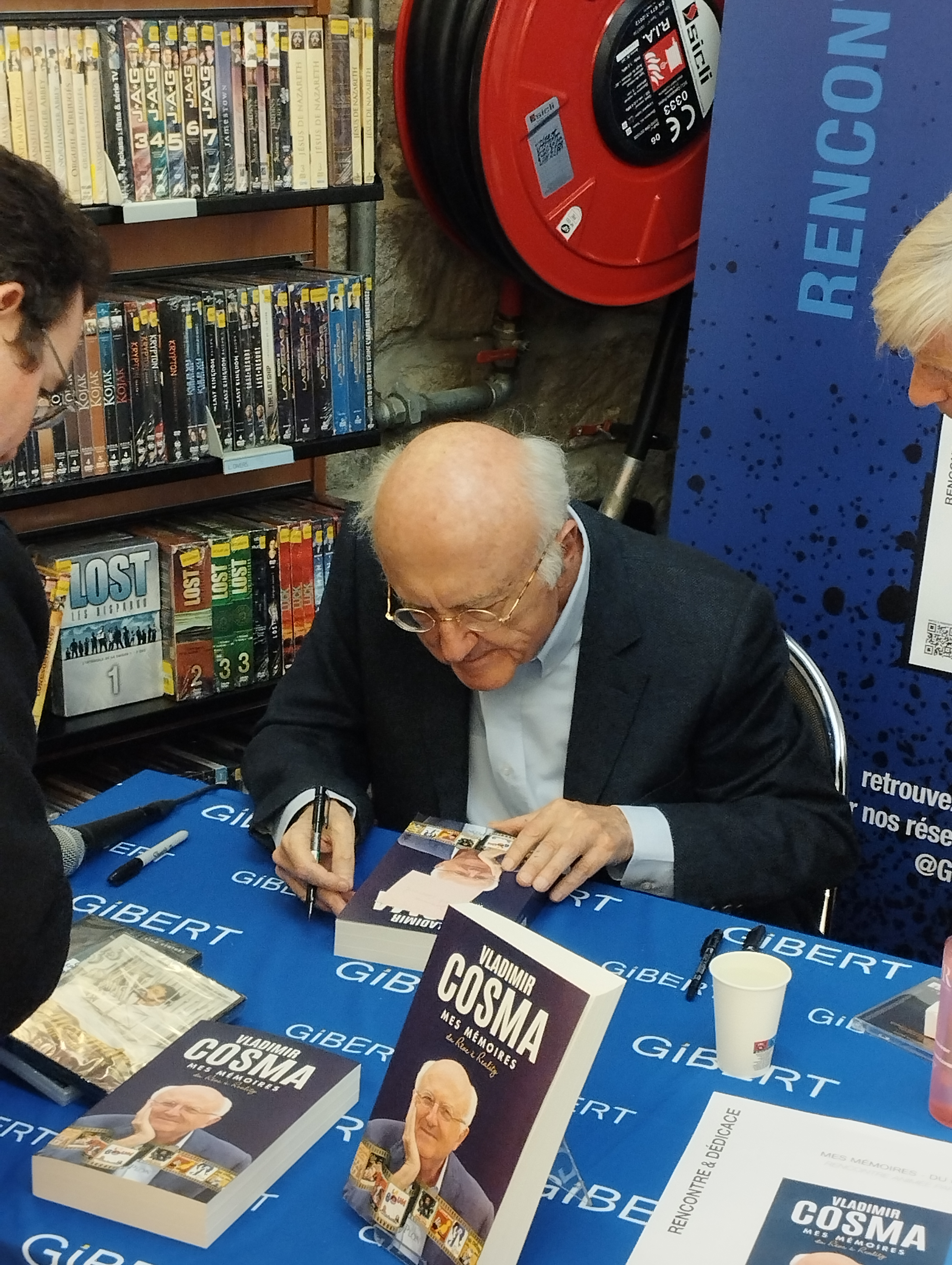
Vladimir Cosma en 2023 lors d'une séance de dédicace de ses mémoires à Gibert Joseph, Paris 6e.

- Les Musiques de films de Vladimir Cosma, volumes 1 à 4 (1982-1990)
- La Gloire de mon père – Le Château de ma mère, recueil pour piano (1990)
- Vladimir Cosma – Les Plus Belles Chansons cinéma et télévision, vol. 1 (1996)
- Vladimir Cosma – Les Plus Belles Chansons cinéma et télévision, vol. 2 (1996)
- 9 recueils de musiques de films, pour instruments solistes (flûte, clarinette, hautbois, saxophone alto, cor, euphonium, trompette, trombone, violon) et piano (2011)

Mémoires
- Mes mémoires: Du Rêve à Reality, Plon, 2022

#### Monographies
- Vincent Perrot, Vladimir Cosma, la partition du cinéma français, Montfort-l'Amaury, Arthéléna Éditions, 2007, 160 p. (ISBN 978-2916832050).
- Vincent Perrot, Vladimir Cosma comme au cinéma : Entretiens avec Vincent Perrot, Paris, Hors Collection, 2009, 207 p. (ISBN 978-2258081185).

#### Notices biographiques
- Theodore Baker et Nicolas Slonimsky (trad. Marie-Stella Pâris, préf. Nicolas Slonimsky), Dictionnaire biographique des musiciens [« Baker's Biographical Dictionary of Musicians »], t. 1 : A-G, Paris, Robert Laffont, coll. « Bouquins », 1995 (réimpr. 1905, 1919, 1940, 1958, 1978), 8e éd. (1re éd. 1900) (ISBN 2-221-06510-7), « Vladimir Cosma », p. 848.
- (ro) Viorel Cosma, Muzicieni din România : Lexicon bio-bibliographic, vol. 2 : Coc-E, Bucarest, Editura Muzicală, 1999, 317 p. (OCLC 248154505).
- Jean-François Houben, 1 000 compositeurs de cinéma, Paris, Le Cerf/Corlet, coll. « Septième Art », 2002 (ISBN 978-2204069892), « Cosma, Vladimir », p. 161-163.
- Stéphane Lerouge, « Cosma Vladimir », dans Yannick Dehée (dir.), Christian-Marc Bosséno (dir.), Dictionnaire du cinéma populaire français, Nouveau Monde Éditions, 2009, 2e éd. (ISBN 978-2847364606), p. 253.
- (ro) Ion Manea (dir.), Enciclopedie: Români în ştiinţa şi cultura occidentală, vol. 13, Davis, ARA Publications, coll. « Académie américano-roumaine des arts et sciences », 1992, 400 p. (ISBN 978-0912131153, OCLC 926289217), « Vladimir Cosma » — 2e édition parue en 1996.
- (en) Stanley Sadie (dir.) et John Tyrrell (dir.), The New Grove Dictionary of Music and Musicians, Londres, Macmillan Publishers, 2001, 2e éd. (ISBN 978-0333608005), « Vladimir Cosma ».
- Who's Who in France : Dictionnaire biographique, Paris, éditions Lafitte-Hébrard, 2010, 41e éd. (ISBN 978-2-85784-050-3), « Vladimir Cosma ».

#### Études et travaux universitaires
- Sylvain Pfeffer, « Vladimir Cosma chez Yves Robert : Naissance et évolution d’un style musical », dans Cécile Carayol (dir.), Jérôme Rossi (dir.), Compositeurs et réalisateurs en duo, Presses universitaires de Vincennes, coll. « Esthetiques Hors-Cadre », 2022 (ISBN 978-2379242144, présentation en ligne), p. 51-68.
- Lionel Pons, « Le style de Vladimir Cosma, des studios à la scène », dans André Segond (dir.), Marius et Fanny de Vladimir Cosma, Actes Sud, 2007, 177 p. (ISBN 978-2742769230).

#### Autres ouvrages
- Benoît Basirico (préf. Thierry Jousse), La musique de film : compositeurs et réalisateurs au travail, Paris, Hémisphères, coll. « Ciné Cinéma » (no 4), 2018, 256 p. (ISBN 978-2377010202, présentation en ligne).
- N. T. Binh (dir.) et Frédéric Sojcher (dir.), « Vladimir Cosma : Cinéma et musique : un art total », dans N. T. Binh (dir.), José Moure (dir.), Frédéric Sojcher (dir.), Cinéma et musique, accords parfaits : Dialogues avec des compositeurs et des cinéastes, Bruxelles, Les Impressions nouvelles, coll. « Caméras Subjectives », 2014 (ISBN 9782874491900, lire en ligne), p. 41-66.
- Romain Dasnoy et Vivien Lejeune, Le guide des compositeurs de musique de film, Paris, Ynnis Éditions, 2017 (ISBN 979-1093376677), « Vladimir Cosma », p. 19-21.
- Gérard Dastugue, Arnaud Damian et Nicolas Kannengiesser, « Entretien avec Vladimir Cosma », dans Jérôme Rossi (dir.), La Musique de film en France : Courants, spécificités, évolutions, Symétrie, 2016 (ISBN 978-2914373982), p. 405-408.
- Serge Elhaïk, Les Arrangeurs de la chanson française : 200 rencontres, Paris, Textuel, 2018 (ISBN 978-2845976559), « Vladimir Cosma : la musique à fleur de peau », p. 548-573.
- Frédéric Gimello-Mesplomb, « Interview de Vladimir Cosma », dans Frédéric Gimello-Mesplomb (dir.), Analyser la musique de film : Méthodes, pratiques, pédagogie, Books on Demand, 2010, 188 p. (ISBN 978-2810620630, lire en ligne).
- (en) Steve Harris (dir.), Film and Television Composers : An International Discography, 1920-1989, McFarland & Company, 1992 (ISBN 978-0899505534), « Vladimir Cosma », p. 34-36.
- Thierry Jousse, B.O. ! Une histoire illustrée de la musique au cinéma, Vanves, EPA, 2022 (ISBN 978-2376710776), « Vladimir Cosma, roi de la comédie », p. 84-87.
- Alain Lacombe et Claude Rocle, La musique du film, Paris, Van de Velde, 1979 (ISBN 978-2862990057), « Vladimir Cosma », p. 194-195.
- Alain Lacombe et François Porcile, Les musiques du cinéma français, Paris, Bordas, 1995, 327 p. (ISBN 978-2040197926).
- Vincent Perrot (préf. Boris Bergman), B.O.F. : Musiques et compositeurs du cinéma français, Paris, Dreamland, 2002 (ISBN 978-2910027933), « Cosma : le sens de la mélodie populaire », p. 41-44.

#### Articles
- Philippe Carcassonne et Bertrand Borie, « Table ronde sur la musique de film : Vladimir Cosma, Pierre Jansen, Philippe Arthuys, François Porcile », Cinématographe, no 62,‎ novembre 1980, p. 2-8.
- Stéphane Lerouge, « Vladimir Cosma : Du Grand Blond à Diva, l'autre Cosma », Notes, la revue de la Sacem/SDRM, no 145,‎ printemps 1995.
- Natacha Henry, « Interview de Vladimir Cosma », Synopsis, no 14,‎ juillet-août 2001, p. 98-99 (ISSN 1291-2328).
- Fred Pallem et Frédéric Goaty, « Vladimir Cosma : "John Coltrane était comme Dieu sur terre" », Jazz Magazine, no 756,‎ février 2023, p. 20-25 (ISSN 0021-566X).

#### Livrets discographiques
Les livrets d'une centaine de pages qui accompagnent les coffrets discographiques ci-dessous comportent des analyses musicologiques rédigés par Lionel Pons :
- (fr) Lionel Pons, « Vladimir Cosma – 40 bandes originales pour 40 films » : Vladimir Cosma l'imagier, Pays-Bas, Larghetto Music (LARGH004), 2009 .
- (fr) Lionel Pons, « Vladimir Cosma – 51 bandes originales pour 51 films, vol.2 » : Vladimir Cosma, prima la musica, Pays-Bas, Larghetto Music (LARGH005), 2010 .

### Documentaires
- [vidéo] « Vladimir Cosma au Châtelet », Gilles Amado (réalisateur) sur France 3, 14 mai 2010.
- [vidéo] « Vladimir Cosma intime », Alain Duault (réalisateur) sur France 3, 21 mai 2010.
- [vidéo] « Vladimir Cosma, tout pour la musique », Antoine Gandon (réalisateur), Christian Gandon (réalisateur), dans Empreintes sur France 5, 2 novembre 2012.
- [vidéo] « La Boum éternelle: Histoire d'un grand film sans prétention », Céline Chassé (réalisateur), Julie Peyrard (réalisateur) sur France 5, 20 janvier 2023.